# Черкизово (электродепо)
Электродепо́ «Черки́зово» (ТЧ-13) — электродепо Московского метрополитена, обслуживающее Сокольническую линию с 24 июня 1990 года. Расположено на территории района Преображенское Восточного административного округа Москвы. Ведущая из депо на линию служебная соединительная ветвь находится на перегоне между станциями «Черкизовская» и «Бульвар Рокоссовского», с однопутным ответвлением от обоих главных путей в обе стороны. Со стороны «Бульвара Рокоссовского» перед ответвлением также расположен пошёрстный съезд для захода составов в депо со 2-го пути.

## Обслуживаемые линии
| Линия          | Период                 |
| -------------- | ---------------------- |
| Сокольническая | 1990 — настоящее время |

## Подвижной состав

### Пассажирский подвижной состав
| Тип вагонов                        | Период                                           | Вагонов в составе | Состояние               |
| ---------------------------------- | ------------------------------------------------ | ----------------- | ----------------------- |
| Е                                  | 1990—1997                                        | 7                 | списаны                 |
| Еж, Еж1, Ем-508, Ем-509            | 1990—1999                                        | 7                 | списаны                 |
| 81-717.5М/714.5М                   | 1997—2020                                        | 7—8               | переданы                |
| 81-717.5/714.5                     | 2017—2019                                        | 7                 | переданы                |
| 81-765.3/766.3/767.3 «Москва»      | 2019 (с февраля по март); 2024 — настоящее время | 8                 | регулярная эксплуатация |
| 81-765.4/766.4/767.4 «Москва-2019» | 2020 — настоящее время                           | 8                 | регулярная эксплуатация |
| 81-765/766/767 «Москва»            | 2020 — настоящее время                           | 8                 | регулярная эксплуатация |

С момента открытия в депо передавались составы типа Е, Еж, Еж1, Ем-508, Ем-509 из депо «Северное» и «Свиблово». В 1997—1999 годах данные вагоны были заменены на составы серии 81-717.5М/714.5М. 4 февраля 2019 года в депо поступил первый поезд модели «Москва» для обучения локомотивных бригад и дальнейшей пассажирской эксплуатации, которая началась на Сокольнической линии 13 марта 2019 года, спустя 5 дней началась эксплуатация составов 81-765.4/766.4/767.4 «Москва-2019». 24 сентября 2020 года эксплуатация поездов модели 81-717.5М/714.5М в депо «Черкизово» была полностью завершена.